# آبراهام ساپرشتین

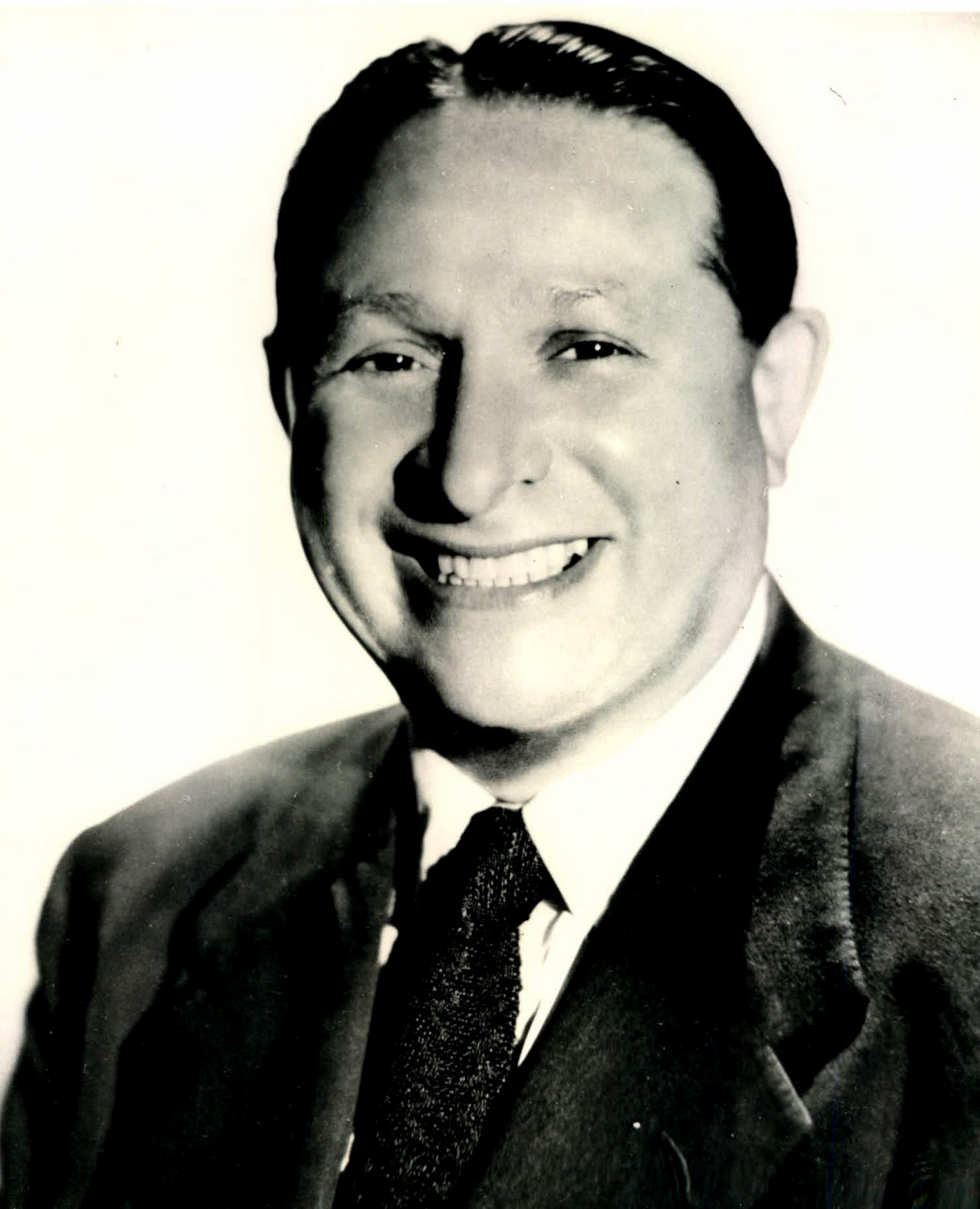
تاریخ تولد: ۴ ژوئیه ۱۹۰۲لندن، انگلستان
تاریخ درگذشت: ۱۵ مارس ۱۹۶۶ (در سن ۶۳ سالگی)
شیکاگو، ایلینوی، ایالات متحده
محل قرار گرفتن در آرامگاه: آرامگاه وست‌لان (Westlawn Cemetery)
نورریج، ایلینوی، ایالات متحده
شغل: مربیگری، مدیریت بسکتبال، کارآفرینی
شناخته شده به عنوان: مالک تیم هارلم گلوبتراترز، کمیسر انجمن بسکتبال آمریکا
جوایز: تالار مشاهیر بسکتبال نایسمیت (۱۹۷۱)
تالار مشاهیر ورزش یهودی بین‌المللی (۱۹۷۹)
تالار مشاهیر ورزش یهودی ملی (۲۰۰۵)

آبراهام مایکل ساپرشتین (به زبان ییدیش: אברהם מיכאל סאפערשטיין؛ ۴ ژوئیه ۱۹۰۲–۱۵ مارس ۱۹۶۶) بنیان‌گذار، مالک و با سابقه‌ترین مربی تیم هارلم گلوبتراترز بود. ساپرشتین یک شخصیت برجسته در بسکتبال و بیسبال سیاه‌پوستان در دهه‌های ۱۹۲۰ تا ۱۹۵۰، اصولاً پیش از ادغام نژادی در این ورزش‌ها بود.
ساپرشتین بازی بسکتبال را متحول کرد و گلوبتراترز را از یک تیم ناشناخته که در حال گشت و گذار در مناطق روستایی کوچک در ایالات میان‌غربی ایالات متحده که در رکود بزرگ بود، به یک تیم پرقدرت تبدیل کرد که بهترین تیم در انجمن بسکتبال ملی (NBA) که تمامی اعضای آن سفیدپوست بودند، را شکست داد.او همچنین مفهوم شوت سه امتیازه (three-point shot) را معرفی کرد که به تدریج به یکی از اصول بنیادی بسکتبال مدرن تبدیل شد.
ساپرشتین در سال ۱۹۷۱ به تالار مشاهیر بسکتبال انتخاب شد و با قد ۵ فوت و ۳ اینچ (۱٫۶۰ متر) کوتاه‌ترین عضو مرد آن تالار شد. در سال ۱۹۷۹، او به تالار مشاهیر ورزش یهودی بین‌المللی وارد شد و در سال ۲۰۰۵ به تالار مشاهیر ورزش یهودی ملی وارد شد.